# Трубчевск
Трубчевск (рус. Трубчевск) град је у Русији у Брјанској области.

## Становништво
| 1939. | 1959. | 1970.  | 1979.  | 1989.  | 2002.  | 2010.  |
| ----- | ----- | ------ | ------ | ------ | ------ | ------ |
| 8.300 | 9.605 | 12.079 | 14.410 | 16.301 | 16.342 | 15.014 |